# 뿔논병아리

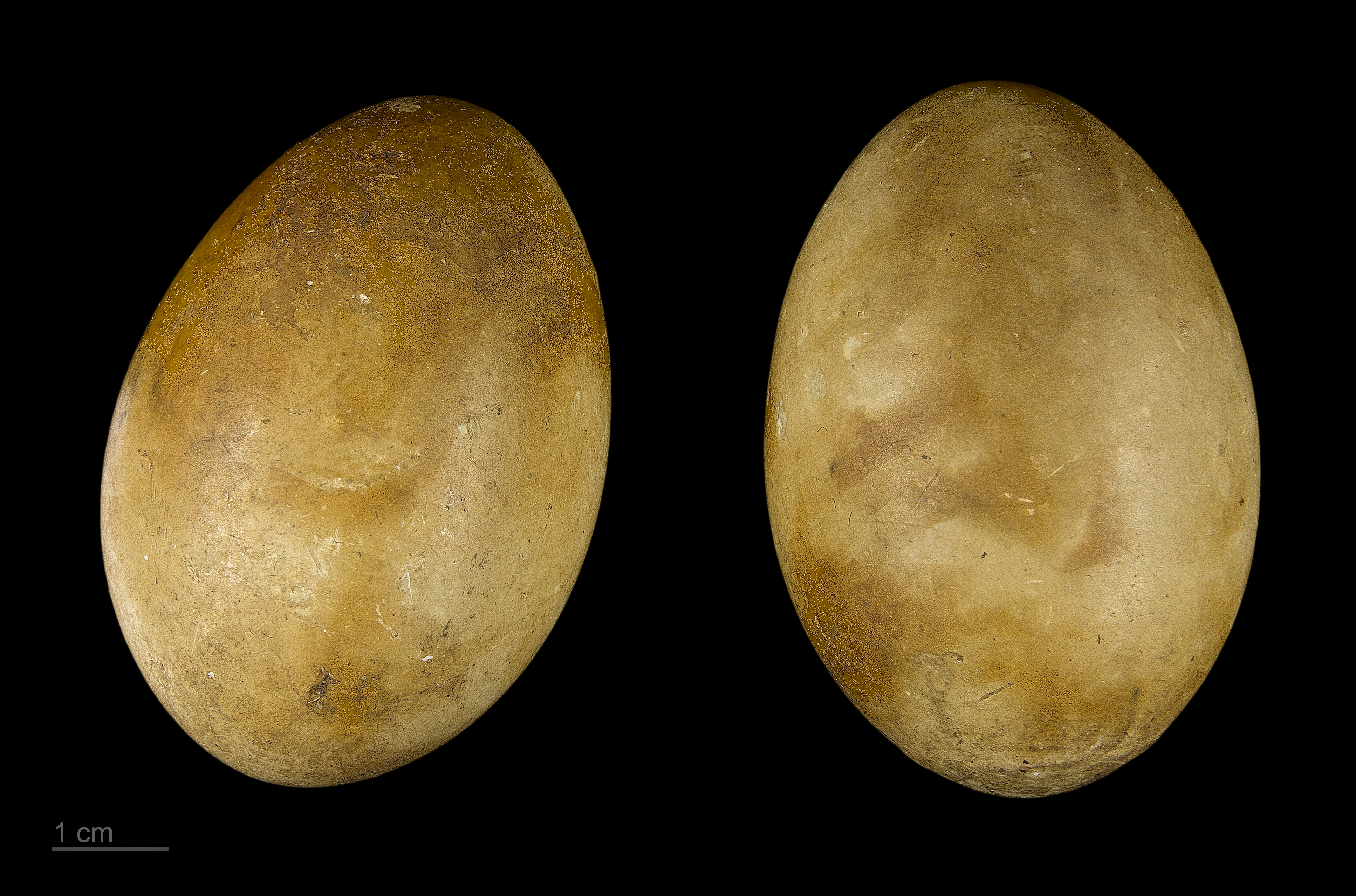
Podiceps cristatus

뿔논병아리는 논병아리과의 새이다.

## 생태
몸길이는 48cm로 몸빛깔은 회색이고 여름에는 머리 옆이 뚜렷한 밤색, 귀깃은 검다. 겨울에는 머리 위가 검은색이고 목은 흰색이 된다. 겨울에는 해안가, 내륙의 호수, 하천에 서식하고 여름에는 물풀이 무성한 연못이나 호수에 번식한다. 물풀로 접시 모양의 둥지를 짓고, 엷은 청색 또는 흰색 알을 3-5개 낳는다. 알은 21-28일 만에 부화하며, 새끼는 알에서 나오자마자 헤엄을 칠 수 있다. 번식을 할 때는 우아한 구애춤을 추기도 하고, 서로 물풀로 애정을 표시한다. 뿔논병아리의 수컷은 부성애가 지극하여 새끼를 등에 업으며 먹이를 먹일 때는 깃털을 같이 먹임으로써 소화를 돕는다. 먹이는 물고기·양서류·연체동물·곤충으로 한국·중국·러시아·유럽·아프리카에 분포한다. 뿔논병아리의 생태는 생태 다큐멘터리 작가 신동만 PD가 제작한 《뿔논병아리의 선물》(2009년 1월)에서 소개되었다.